# Muse Hassan Sheikh Sayid Abdulle
Muse Hassan Sheikh Sayid Abdulle, in somalo: Muuse Xasan Sheekh Sayyid Cabdulleh (25 dicembre 1940), è un politico somalo.
Si è formato all'Accademia militare di Modena ed è stato esponente di spicco dell'Esercito nazionale somalo.
Nell'agosto 2012 è divenuto, in quanto membro più anziano, Presidente del Parlamento federale. In tale occasione è stato altresì Presidente ad interim della Somalia.
Dal 20 giugno 2013 è ambasciatore della Somalia in Italia.